# LOL project

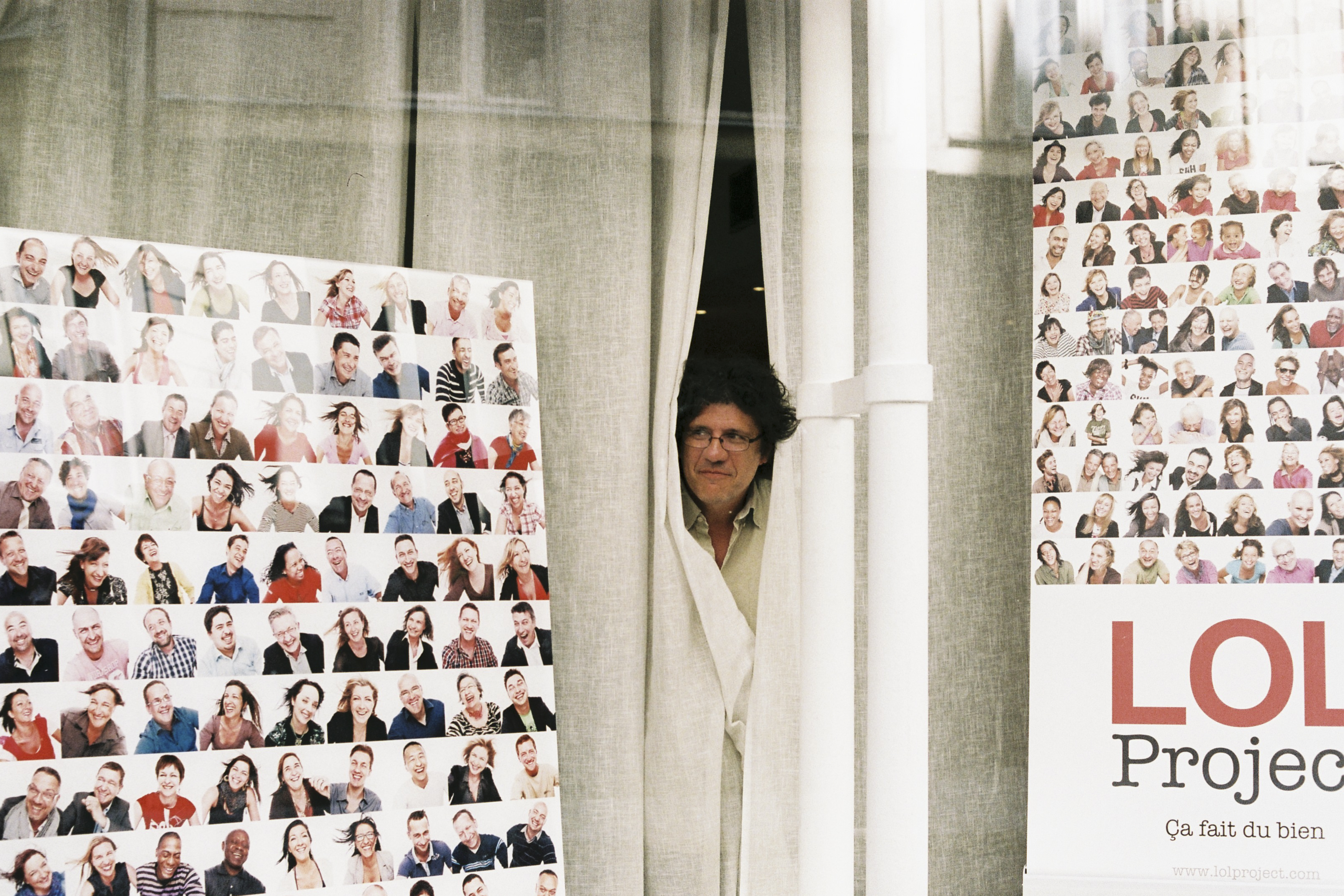
David Ken dans la vitrine du LOL project

Le LOL Project est un projet photographique imaginé en septembre 2009 par le photographe David Ken. Ce projet original et inédit vise à illustrer le rire et le lâcher-prise au travers d’une immense galerie de portraits sur l’instant magique du fou rire. En 2017, le projet compte déjà plus de 15.000 participants, anonymes, influenceurs ou encore célébrités, dont les portraits sont en grande majorité visibles en ligne sur le site officiel de l’association LOL Project www.lolproject.com. Au début de l’année 2024, la galerie LOL comptait plus de 35.000 éclats de rire capturés.

## Histoire
En 2009, dans un contexte de crise économique et sociale, David Ken, photographe de mode et de publicité, décide d'offrir une séance photo à des anonymes en plein fou rire, en plein « lâcher-prise » et d'immortaliser cet instant à travers la photographie : « On entend partout parler de crise, de la grippe H1N1... J'ai eu l'idée de prendre des photos de personnes en train d'éclater de rire sorte de contre-pied à la morosité ambiante. Un message pour dire aussi que l'attitude positive engendre le positif ». Le projet « LOL » (acronyme de laughting out loud qui signifie rire à gorge déployée) est alors lancé et prend le nom de « LOL Project ». Il s’inscrit dès lors au croisement de l’œuvre photographique, de la démarche participative et du média positif et bienveillant.

## Évolution

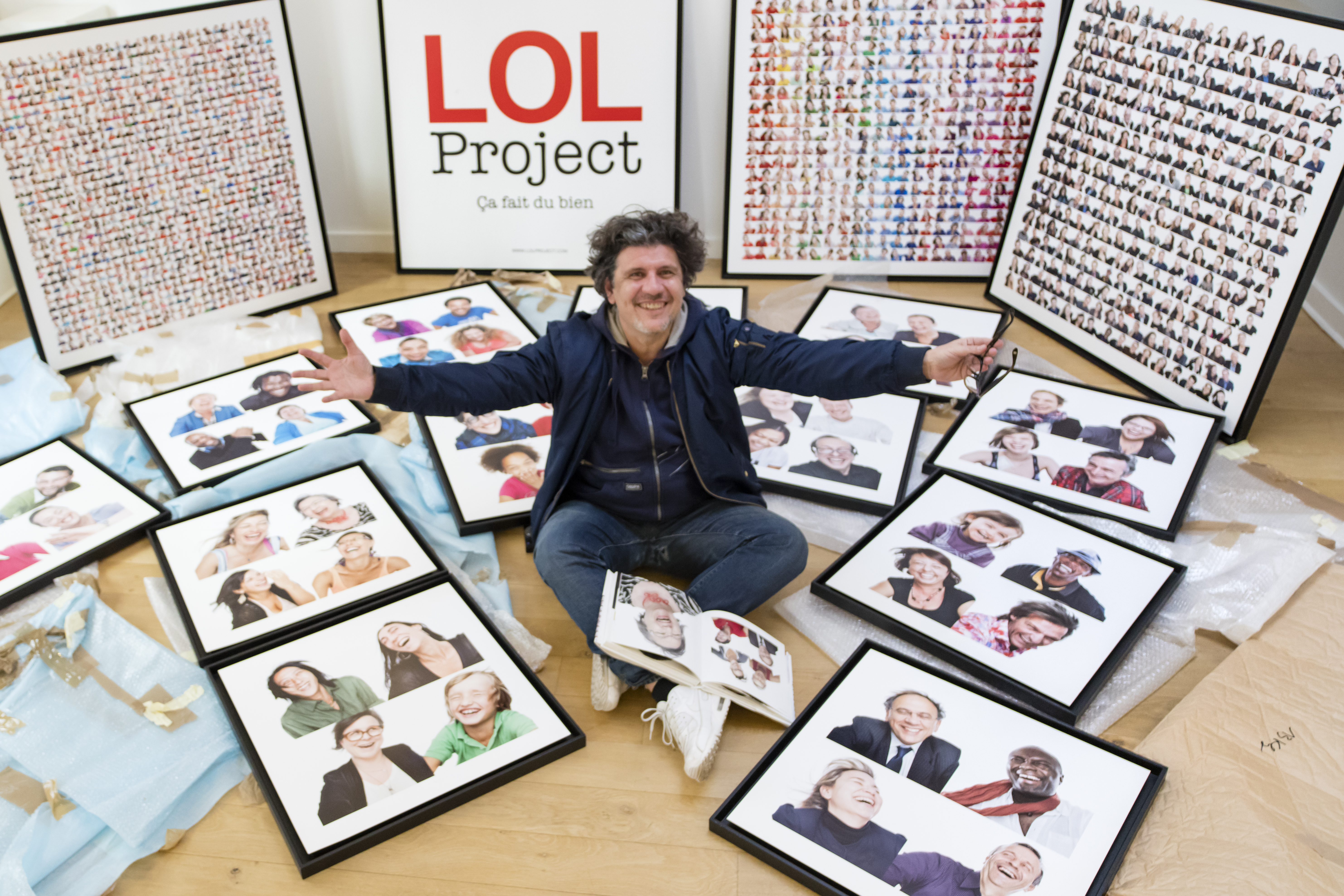

L'équipe du LOL project ambitionne dans un premier temps de partager ces portraits sur les murs et les bâtiments de Paris. C'est le projet initialement souhaité par David Ken, baptisé « I LOL Paris » : « Au départ, j'ai eu l'idée de faire des portraits de gens morts de rire, se rappelle l'artiste. Je m'imaginais roulant de l'aéroport de Roissy vers Paris en voyant sur la route des panneaux avec leurs visages et l'inscription I LOL Paris. »

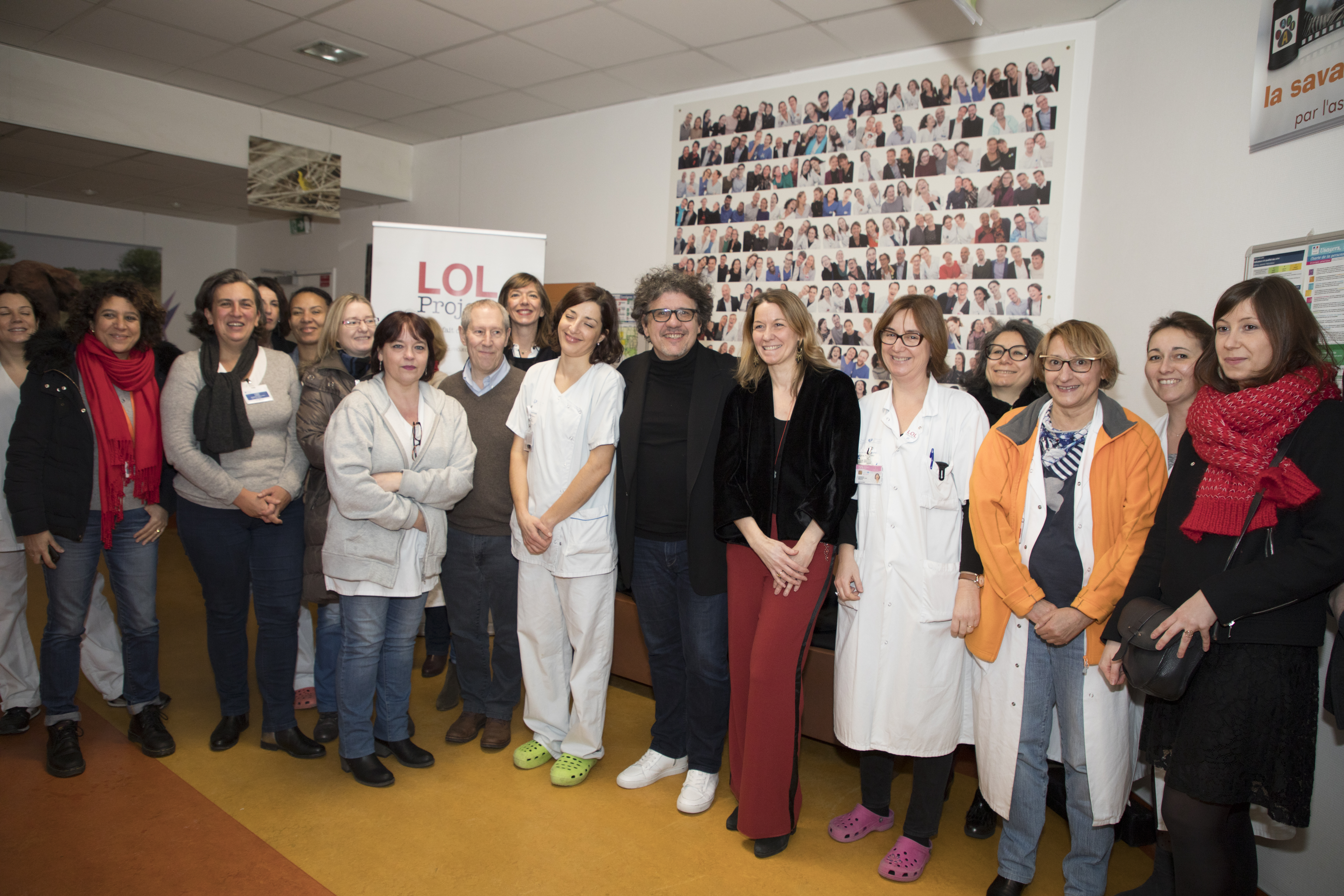
l'inauguration d'une mosaïque

Le projet a évolué avec un afflux de demandes de shootings LOL , notamment au profit d’évènements  tournés vers les entreprises ou des moments caritatifs comme les calendriers de la Ligue contre le Cancer ,, mais aussi des shootings LOL de personnalités ,, tels Yvan Le Bolloc'h, Philippe Etchebest, Alex Lutz, Michel Drucker, Pascal Légitimus, Florence Foresti, Stéphane Plaza, Camille Lacour… ou encore Nikos Aliagas, un soutien de la première heure du LOL Project . L’ambition est posée : faire du bien ! Une mission est dès lors installée : Le LOL Project , une expérience photographique, qui a pour objectif de faire du bien   et d’apporter du positif à celles et ceux qui en ont le plus besoin, comme les hôpitaux .

## Le LOL PROJECT, de l’Hôpital à l’Entreprise

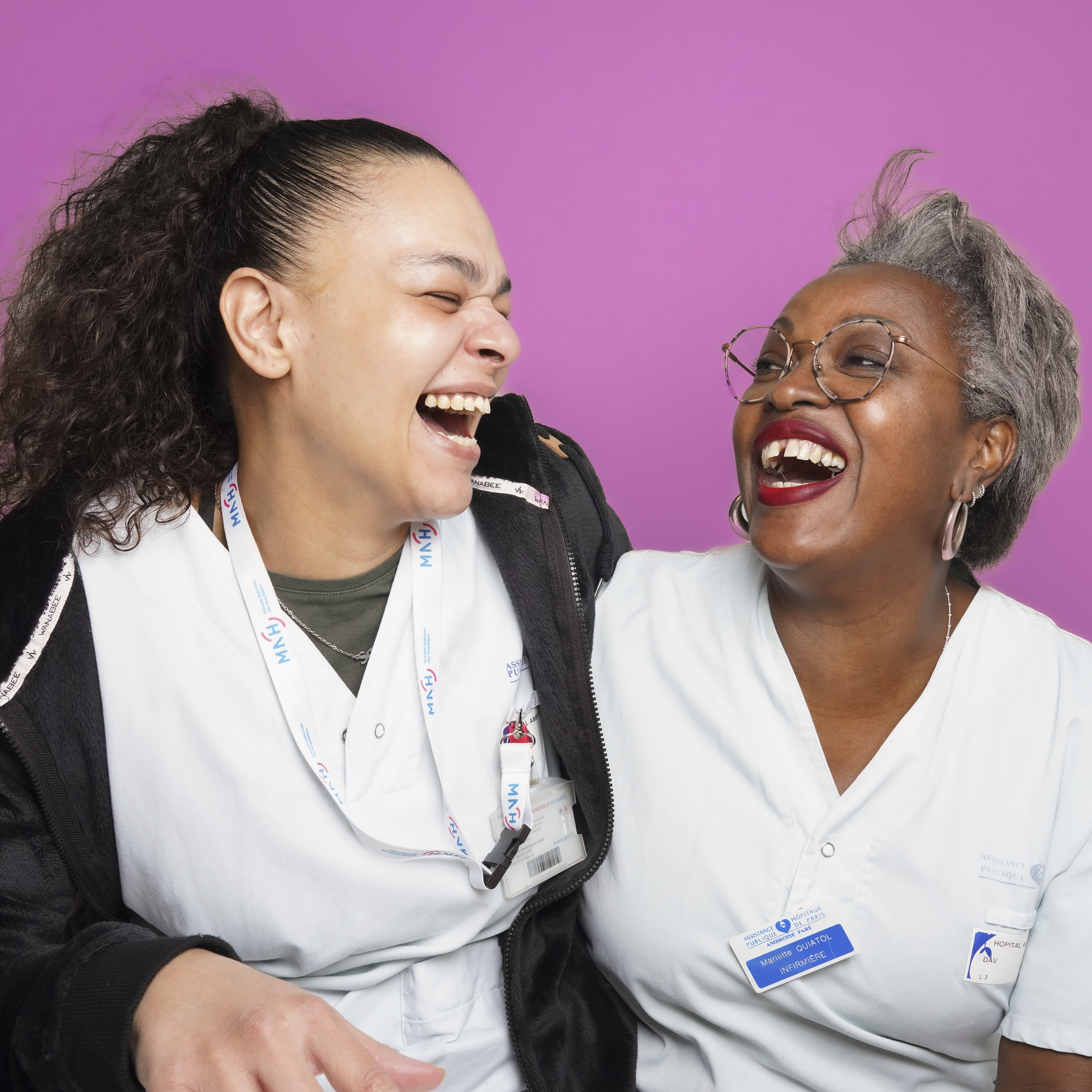
Lol project - CHU de Rennes Janssen

Dès 2010, On voit mosaïques LOL Project dans les hôpitaux , en collaboration avec des entreprises ou des grands groupes ,. Très vite, la presse va parler de cette initiative originale et bienveillante ,,
C'est une nouvelle étape pour le LOL Project qui parcourt la France entière. Ces mosaïques – résultat d’une ou plusieurs journées de shootings LOL Project pris en charge par les entreprises mécènes  – ont pour objectif de redonner le sourire  non seulement aux enfants et aux parents, mais aussi d’associer le personnel hospitalier à la démarche du LOL Project. Dès 2011, les Entreprises en quête d’expériences originales à fort impact sur leurs équipes pour leurs évènements professionnels (séminaires, Teambuilding…), vont faire appel aux équipes du LOL PROJECT. L'ICM (Institut Régional du CancerMontpellier) dévoile une mosaïque de fous rires
Le LOL PROJECT, une conférence sur le pouvoir du rire

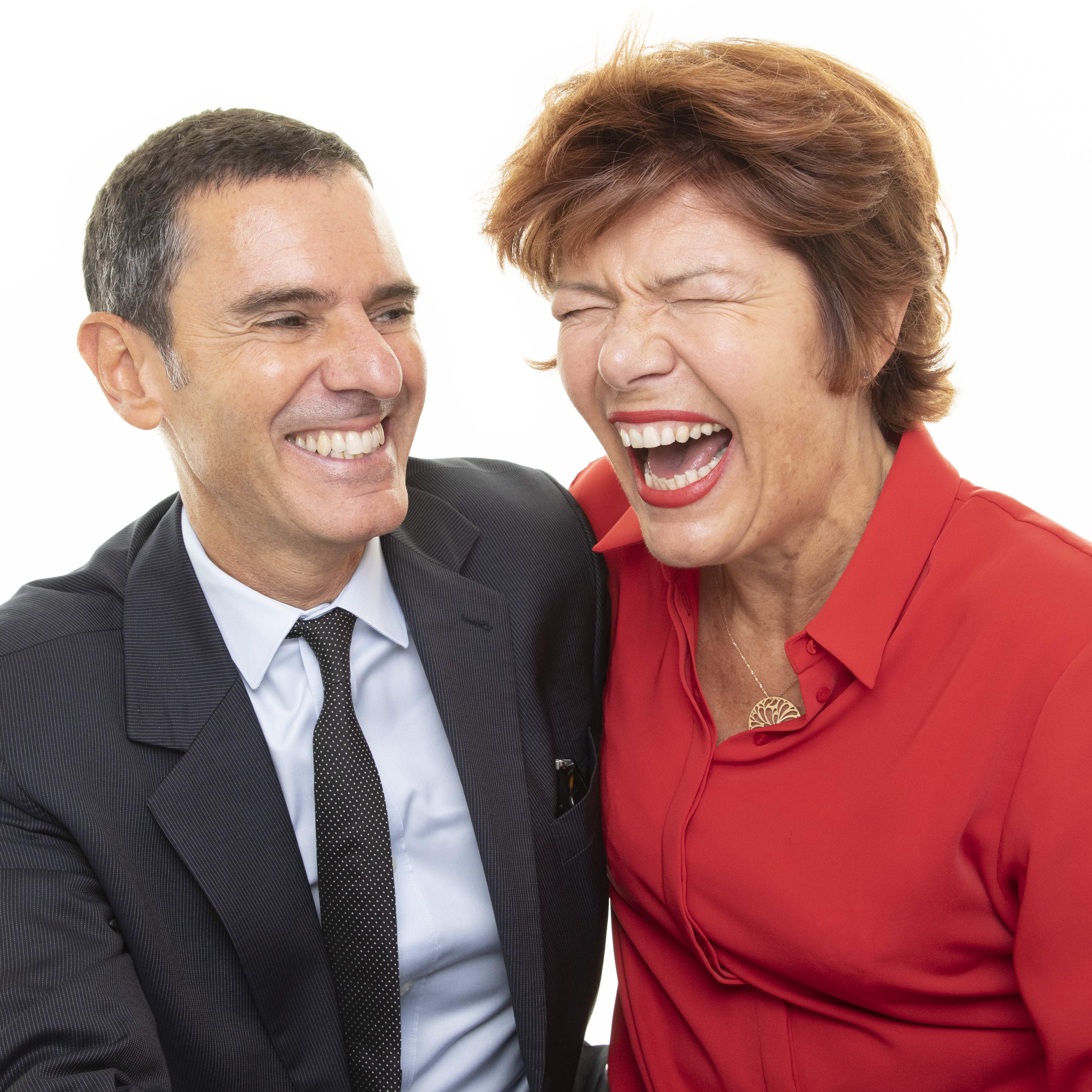
Lol Project - Entreprise

David Ken est aussi sollicité en Entreprises pour présenter, à l’occasion de Séminaires, sa Conférence inspirante sur l’incroyable pouvoir du rire. Conférence TEDx (21) ou sa conférence pour l’Université de la terre à l’UNESCO. 
En Septembre 2023, le média INFLUENCIA   invitait David Ken, qualifié de « photographe assez fou pour avoir photographié 35.000 personnes… » avec le LOL PROJECT. 

## Focus chronologique
Depuis 2009, le LOL Project  est décliné sous différentes formes et a vécu de grandes étapes dans son évolution :
- Mars 2010 : une mosaïque de photos LOL a été réalisée avec une vingtaine de patients à l'hôpital Raymond-Poincaré de Garches [22].
- Mai 2011 :  une tournée dans 22 villes de province est organisée avec Pages Jaunes pour photographier les Français [23]. Ces photographies servent ensuite à illustrer les couvertures des bottins régionaux.
- Juin 2011 :  Le LOL Project s’expose au Forum des Images [24].
- Octobre 2011 :  Le premier livre du LOL Project est édité, contenant plus de 1.500 portraits [25].
- Novembre 2011 :  L’histoire et l’expérience LOL Project sont présentées par William Lafarge et David Ken lors de la conférence TEDx Dunkerque[26].
- Décembre 2011 :  la première mosaïque LOL Project est inaugurée à l'hôpital Robert-Debré [27].
- Juillet 2012 : Le LOL Project est présenté aux Creative Mornings Paris [28].
- Juin 2013 : Le LOL Project s’installe à l’hôpital Bicêtre [29].

- Novembre 2013 : Le LOL Project participe au train « Bien vivre toute sa vie » et parcourt 6.000 kilomètres, s’invitant dans 16 villes[30].
- Mai 2014 : Le LOL Project revient à l’hôpital Robert-Debré [31].
- Janvier 2015 : Le LOL Project est présent au Printemps de l’Optimisme [32],[33].
- Avril 2015 : Le centre commercial Confluences de Lyon accueille le LOL Project [34],[35].
- Décembre 2015 : Le LOL Project inaugure sa plaque à l’hôpital privé d’Antony [36].
- Juin 2016 : Le LOL Project s’expose sur la Ligne 14 du métro parisien [37].
- Novembre 2016 : le second livre LOL Project, édité au profit des hôpitaux et rassemblant 6.000 éclats de rire, est présenté au 13h00 de France 2 [38],[39].
- Avril 2017 : une mosaïque LOL Project est inaugurée pour les 80 ans de l’hôpital Foch de Suresnes [40],[41],[42],[43].

- Octobre 2018: Éclats de rire à l'hôpital de Pontoise [15]
- Mars 2019 : LOL PROJECT à l’hôpital, Rire pour oublier la maladie [44]
- Mai 2019: Le LOL PROJECT avec les Blouses Roses, du rire et une cohésion renforcée [45]

- Février 2020:LOL Project à Dijon : ce photographe saisit les éclats de rire des patients et des soignants [46]
- Octobre 2021:La Confédération Nationale du Crédit Mutuel s’associe au LOL Project pour soutenir l’hôpital Foch [19]
- Janvier 2022: Une fresque LOL PROJECT au CHRU [47]
- Septembre 2023: Photographier plus de 35.000 éclats de rire, une idée folle…[48]
- Décembre 2023:Les bienfaits du rire avec le LOL PROJECT[17]
- Mars 2024 : À l’hôpital de Guingamp, les soignants posent tout sourire [16]